# Ruth Buendía
Pour les articles homonymes, voir Buendia.
Ruth Buendía, est une environnementaliste péruvienne. Elle est la première présidente d'une organisation représentant le peuple Asháninka.

## Biographie
Ruth Buendía est née en 1977 dans une communauté Asháninka, de la province de Satipo. Son père a été assassiné lors de la guerre contre le Sentier lumineux. Elle a travaillé comme serveuse à Lima ensuite, puis à Satipo où elle rejoint une organisation Asháninka dont elle devient la présidente en 2005.
En 2010, elle a lutté contre le projet de barrage hydroélectrique de la compagnie Pakitzapango Energía S.A.C. sur le Río Ene.

## Distinction
Ruth Buendía est l'un des six lauréats 2014 du Prix Goldman de l'Environnement. 